# Lhota Bubeneč
Lhota Bubeneč (Duits: Lhota Bubenetsch of Lhota Bubentsch) is een Tsjechische plaats in de gemeente Křivsoudov, regio Midden-Bohemen, en maakt deel uit van het district Benešov. Het dorp ligt op 1,5 kilometer afstand van Křivsoudov.
Lhota Bubeneč telt 38 inwoners (2021).

## Geschiedenis
De eerste schriftelijke vermelding van het dorp dateert van 1379.
In 1960 werd Lhota Bubeneč, samen met Křivsoudov, ingedeeld bij het district Benešov.

## Verkeer en vervoer

### Autowegen
Er leidt een regionale weg naar het dorp.

### Spoorlijnen
Er is geen station in Lhota Bubeneč. Het dichtstbijzijnde station is in Zdislavice, op zo'n 16,5 kilometer afstand. Dat station ligt aan de spoorlijn van Benešov naar Vlašim.

### Buslijnen
Er zijn twee bushaltes op enige afstand van het dorp:
| Halte                             | Lijn(en) | Traject(en)                                           | Vervoerder(s)             |
| --------------------------------- | -------- | ----------------------------------------------------- | ------------------------- |
| Křivsoudov, Lhota Bubeneč         | 842      | Dolní Kralovice - Vlašim                              | CŠAD Benešov              |
| Křivsoudov, Rozchod Lhota Bubeneč | 842 846  | Dolní Kralovice - Vlašim Čechtice - Ledeč nad Sázavou | CŠAD Benešov CŠAD Benešov |

## Voorzieningen
Er is een tennisveld in het dorp, waar gespeeld wordt op gravel.

## Bezienswaardigheden
- Heilig Hartkapel;
- Niskapel.

## Galerij

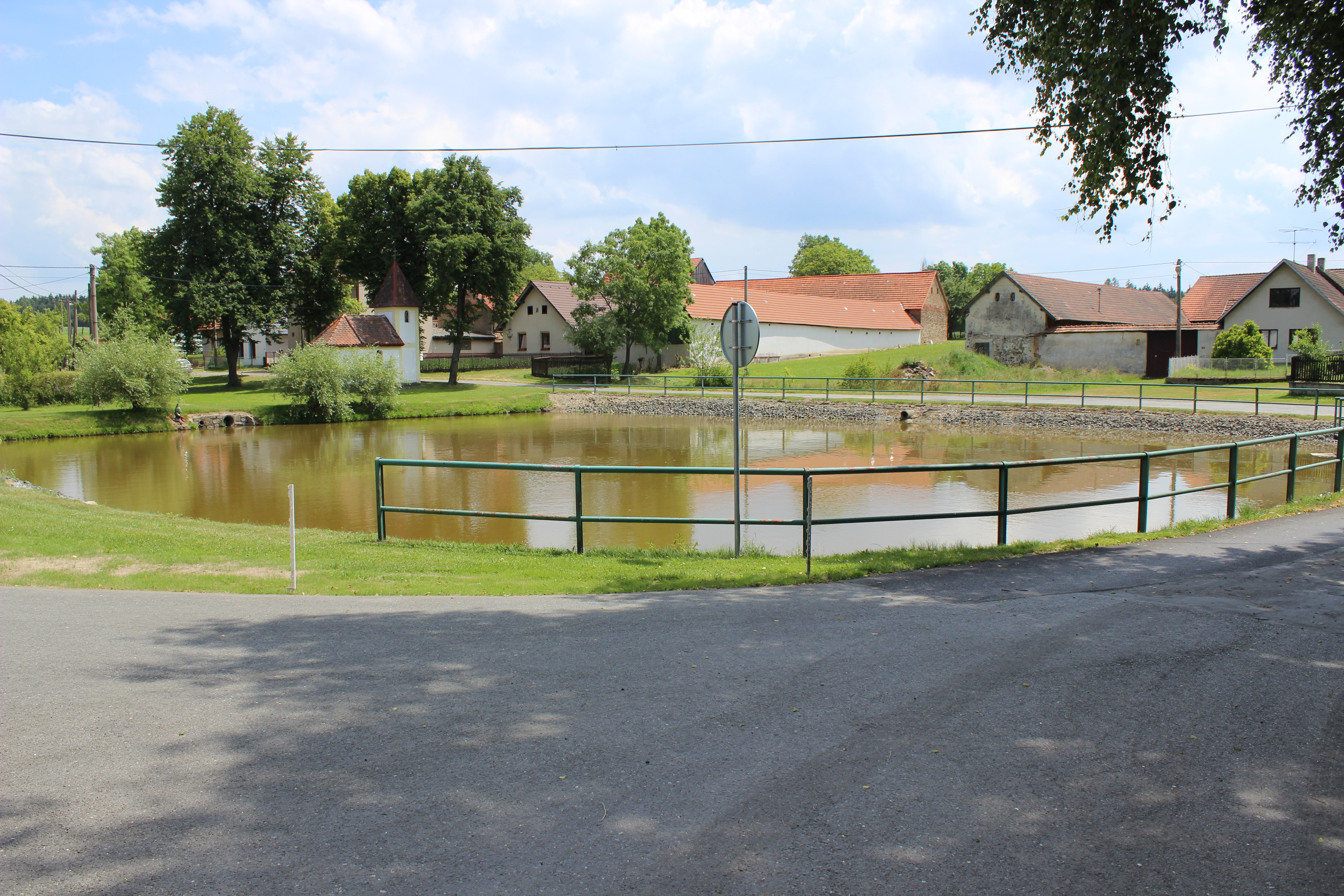
Dorpsvijver (2014)
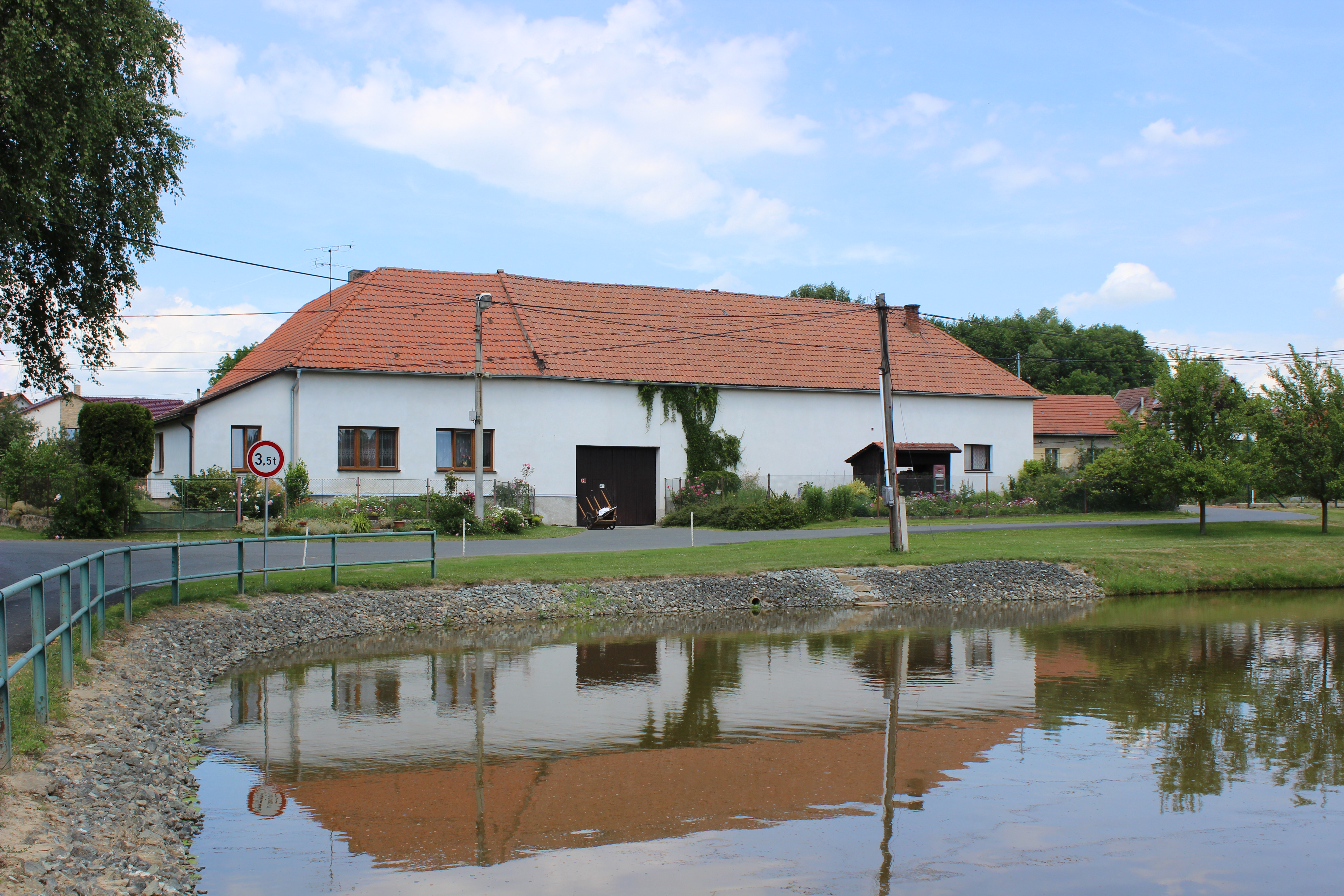
Huis aan de dorpsvijver (2014)
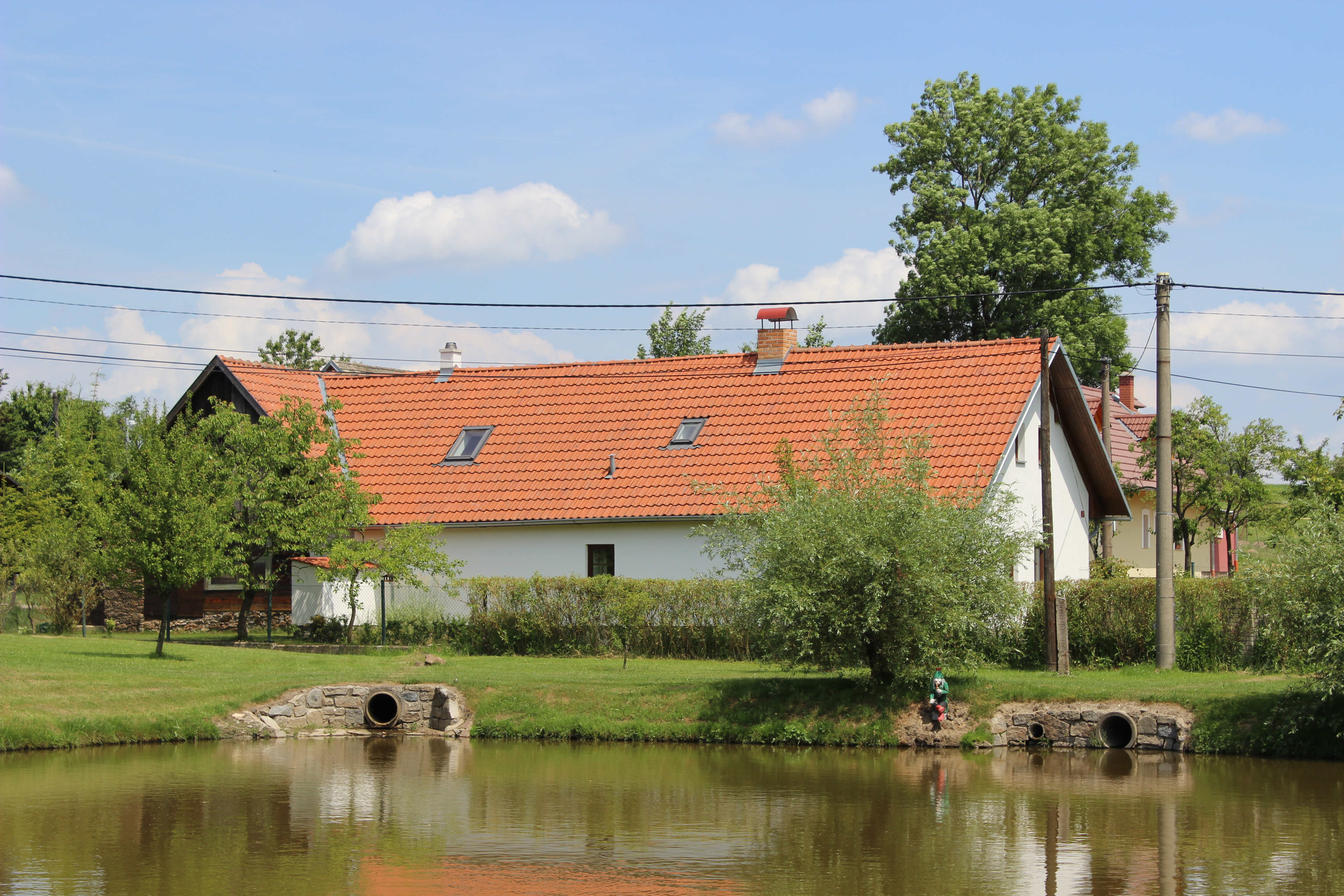
Huis aan de dorpsvijver (2014)
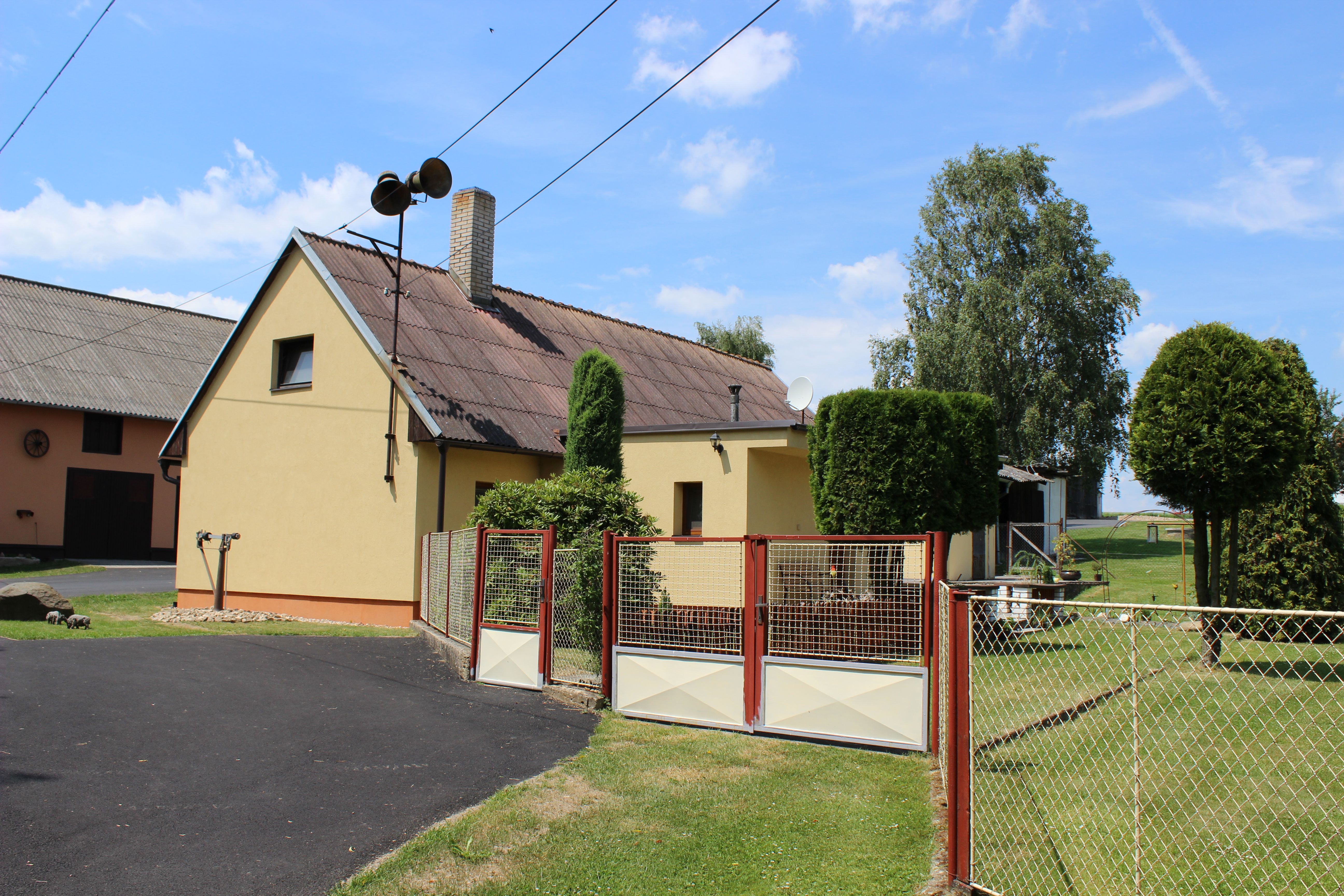
Huis in het dorp (2014)
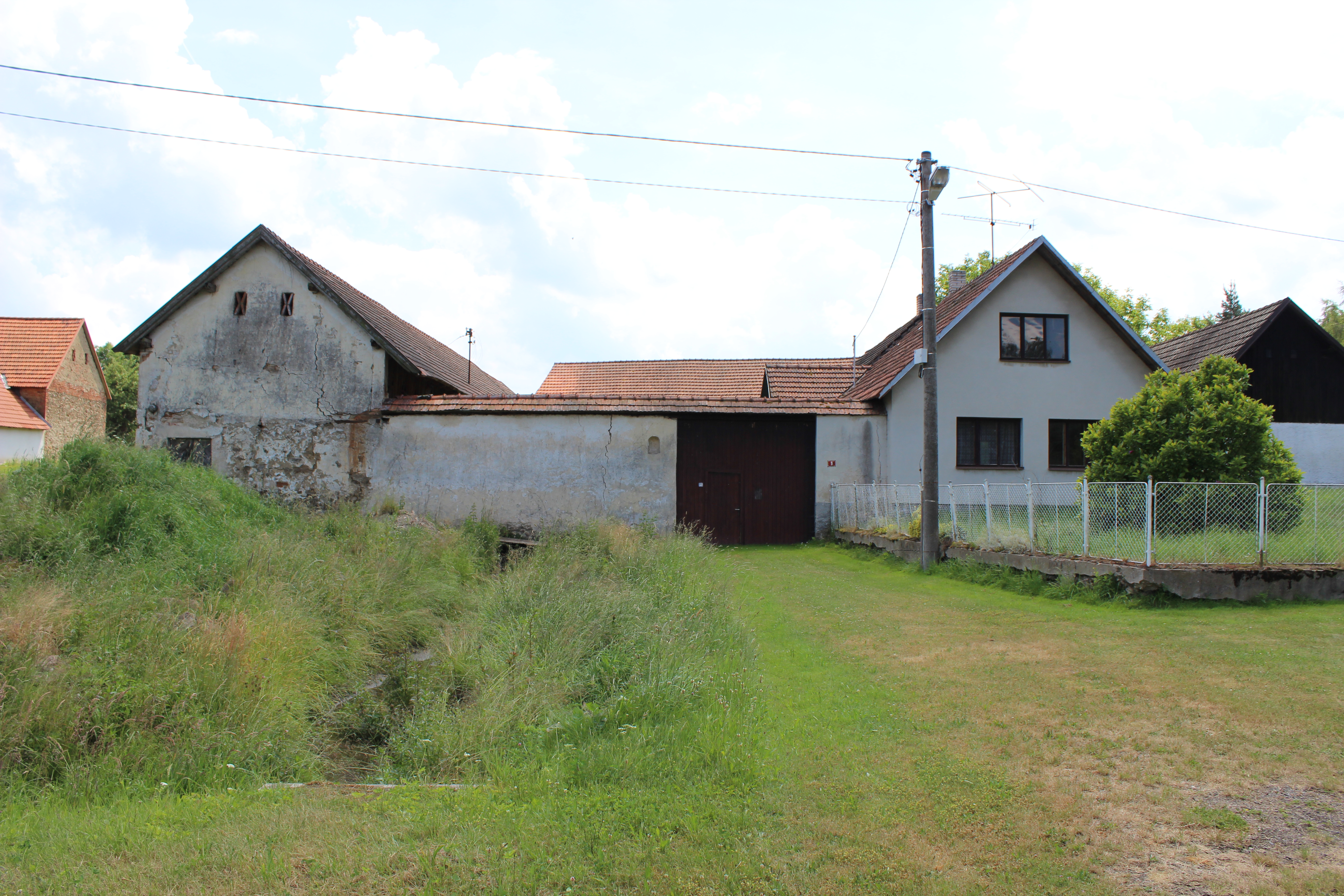
Boerderij in het dorp (2014)
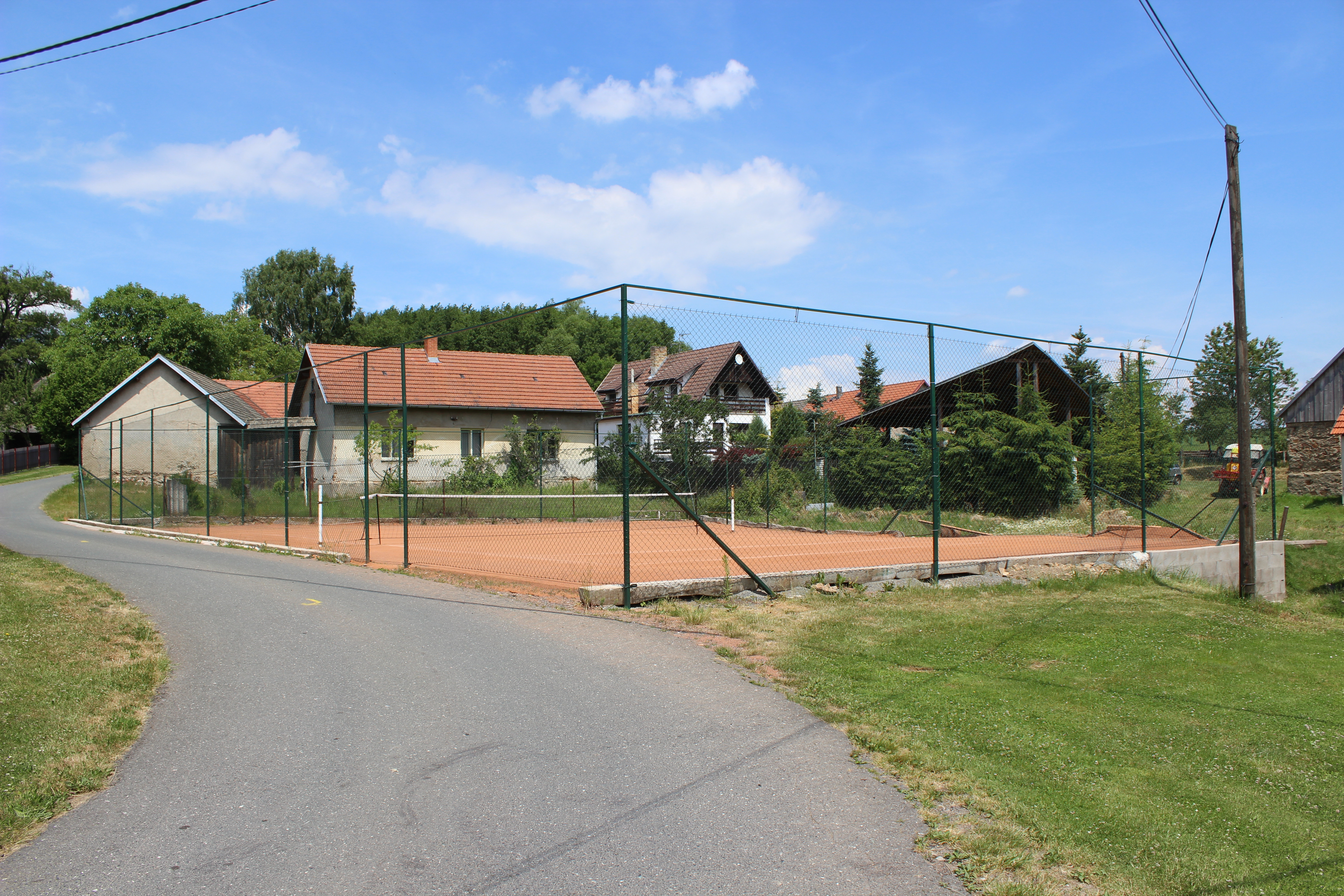
Tennisveld (2014)
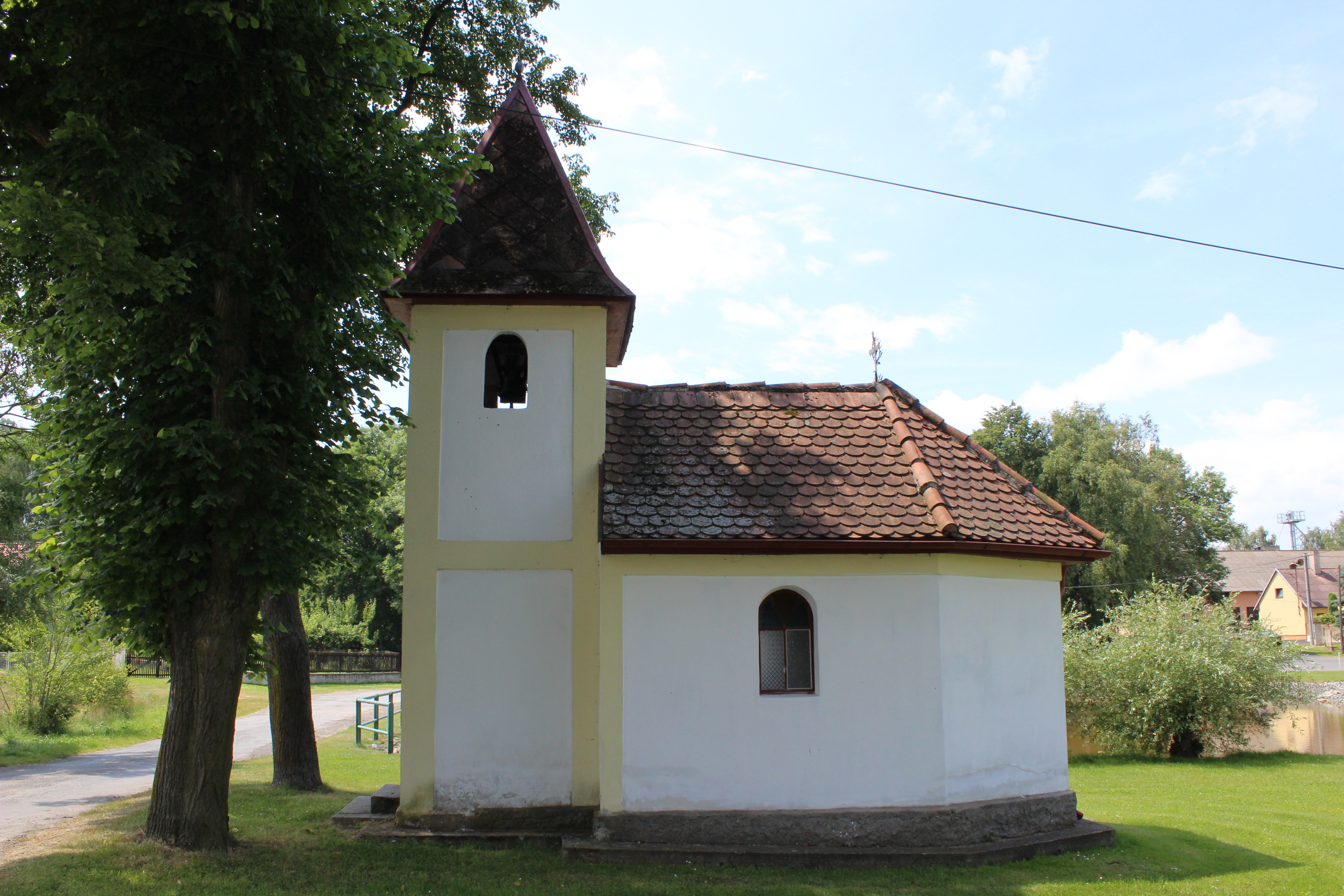
Heilig Hartkapel - zijaanzicht (2014)
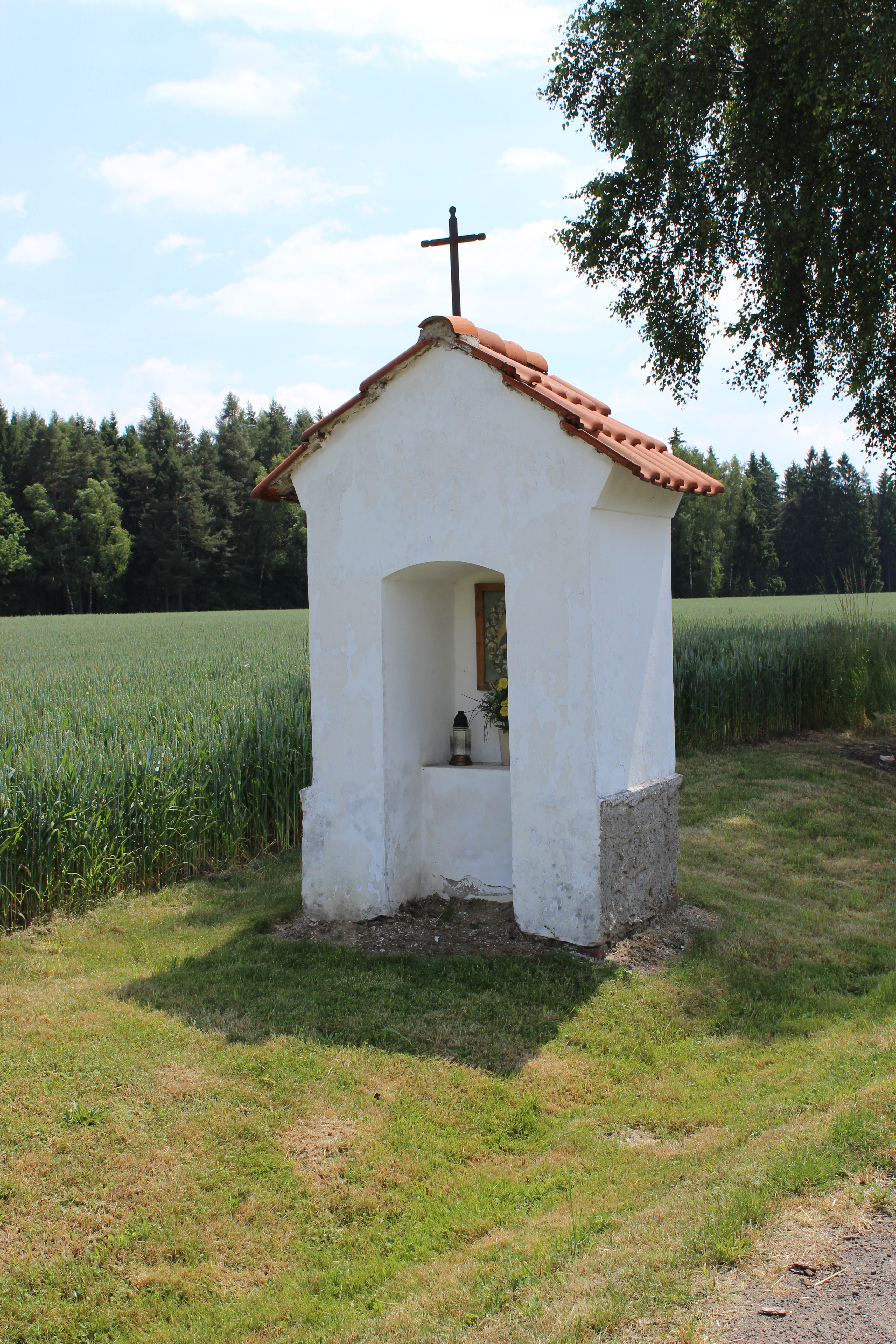
Niskapel (2014)